# Oudenaarde
Oudenaarde (fr. Audenarde, niem. Oudenarde) – miasto w Belgii, w Regionie Flamandzkim, w prowincji Flandria Wschodnia, w okręgu Oudenaarde. Leży nad Skaldą, na południe od Gandawy, zwane jest perłą Ardenów Flamandzkich. Patronką miasta jest św. Walburga. Od XV do XVIII wieku (szczególnie w XVI) miasto słynęło z wyrobu gobelinów. 

## Historia

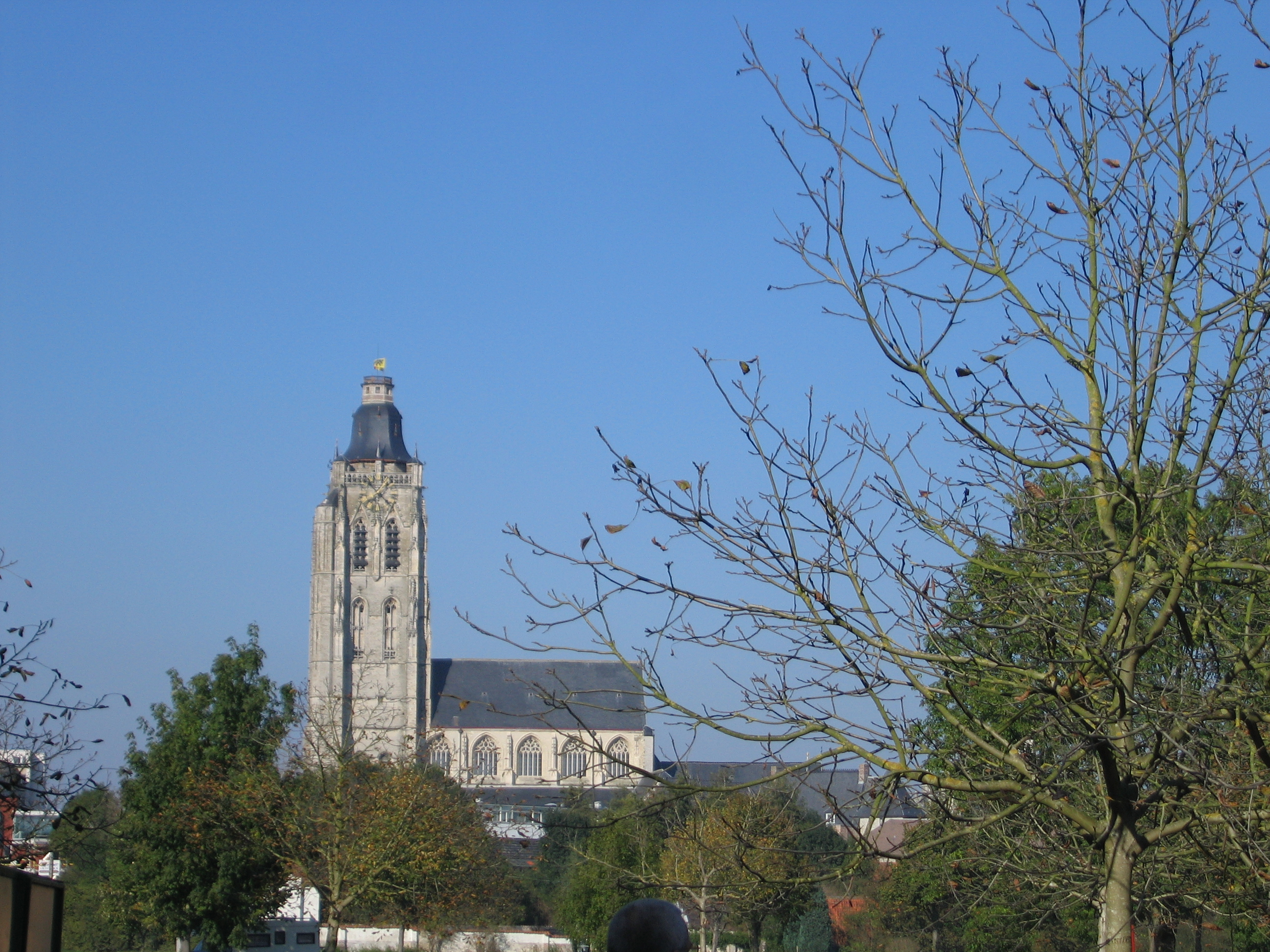
Kościół św. Walburgi (Sint-Walburga)

Miasto powstało ok. XI wieku w dolinie rzeki Skaldy, co stwarzało doskonałe możliwości rozwoju. W 1030 hrabia Flandrii Baldwin IV Brodaty zlecił budowę twierdzy, której miasto pozbawiono dopiero po bitwie pod Bouvines w 1214. W XI wieku zaczął rozwijać się przemysł tkacki. Miasto stawało się coraz bogatsze i wtedy też powstało wiele kościołów i klasztorów, a wokół wzniesiono mury obronne, otaczające Oudenaarde aż do XIX wieku. W średniowieczu miasto stanowiło istotne oparcie dla hrabiów Flandrii i możnych, dlatego często nazywano je „miastem szlachty”. Dzięki poparciu udzielanemu władcom uzyskało liczne przywileje.

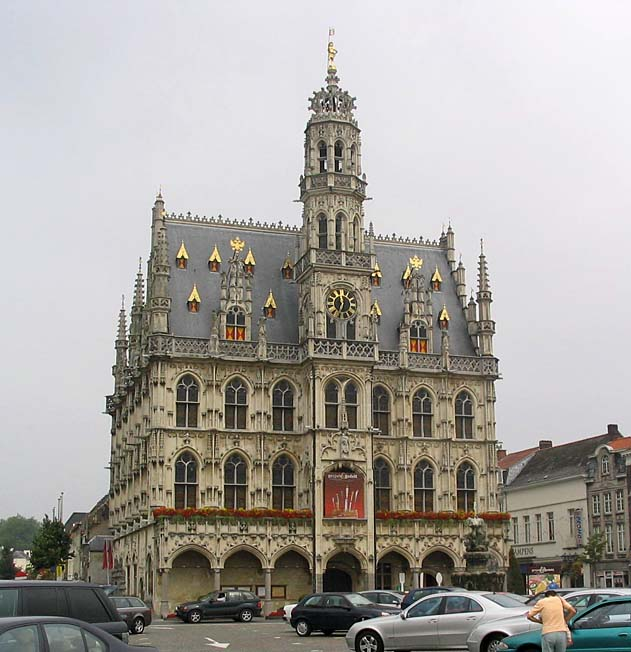
Ratusz z dzwonnicą

Czasy świetności miasta przypadają na XVI wiek, kiedy czerpało ono najwięcej korzyści z wyrobu gobelinów i handlu. Z tego okresu pochodzi  najznamienitszy budynek w mieście – ratusz z dzwonnicą, na ten czas przypada też odnowienie kościoła  św. Walburgi (Sint-Walburga). W 1522 przebywał tam kilka miesięcy cesarz Karol V, mając romans z Johanną van der Gheynst, córką wytwórcy gobelinów, z którego to związku narodziła się córka (przyrodnia siostra Filipa II)  – Małgorzata Parmeńska, późniejsza regentka Niderlandów.
W czasach reformacji Oudenaarde stanęło po stronie protestantów i po stronie Gandawy w sporze z Karolem V. Rewolta ikonoklastów w 1566 przyniosła kościołom w Oudenaarde znaczne szkody. W 1582 Oudenaarde otrzymało kolejny cios – po długotrwałym oblężeniu przeprowadzonym przez Aleksandra Farnese, syna Małgorzaty Parmeńskiej, z miasta w obawie przed prześladowaniami wyjechali zarówno kalwini, jak i katolicy – przy czym miasto straciło wielu kupców, rzemieślników i szlachciców, a liczba mieszkańców zmniejszyła się niemal o połowę. Wprawdzie powróciło ono na rynek handlu gobelinami, jednakże czasy świetności minęły bezpowrotnie. W ciągu niespełna stulecia było także trzykrotnie celem ataków Francuzów – w 1658, 1667 i 1745 roku. W 1708 pod Oudenaarde miała miejsce jedna z najważniejszych bitew w wojnie o sukcesję hiszpańską. W XX wieku miasto doznało poważnych zniszczeń podczas I wojny światowej. Obecnie znajduje się tu kilka zakładów przemysłowych (także międzynarodowych), małych i średnich firm, kompleksy sportowe i ulice handlowe. 
W 1965 Oudenaarde połączyło się z siedmioma przyległymi gminami: Leupegem, Bevere, Ename, Eine, Edelare, Volkegem, Nederename, w 1971 przyłączyły się kolejne cztery: Mater, Welden, Melden i Heurne), a w 1977 roku nastąpiła fuzja z Mullem.

## Herb miasta
Herb Oudenaarde występuje w dwóch postaciach: jednej uwidocznionej powyżej i drugiej, będącej jej rozwiniętą wersją, w której właściwe godło miasta trzymane jest przez dwóch mężczyzn; znajduje się też wizerunek okularów wpisanych w literę A (Audenaerde – dawna forma nazwy miasta). Łączy się z tym legenda sięgająca czasów Karola V. Kiedy władca miał przybyć do miasta, było ono otoczone murami, więc  radni miejscy zdecydowali, by na ratuszową wieżę wysłać strażnika zwanego Hanske de Krijger (pl. Jasio Wojowniczek), który miałby wypatrywać orszaku cesarza i na czas ich powiadomić. Niestety wartownik zasnął i cesarz musiał oczekiwać na wpuszczenie pod murami miasta. Rozgniewany ukarał je, nakazując umieścić w godle okulary (dla poprawy wzroku) lub szlafmycę (symbol śpiocha). Radni wybrali to pierwsze. Uwieczniony został także Hanske de Krijger, którego posąg obecnie znajduje się na szczycie ratusza.

## Podział administracyjny
W skład miasta wchodzi dwanaście dzielnic (deelgemeente):
- Bevere
- Edelare
- Eine
- Ename
- Heurne
- Leupegem
- Mater
- Melden
- Mullem
- Nederename
- Volkegem
- Welden

## Atrakcje turystyczne

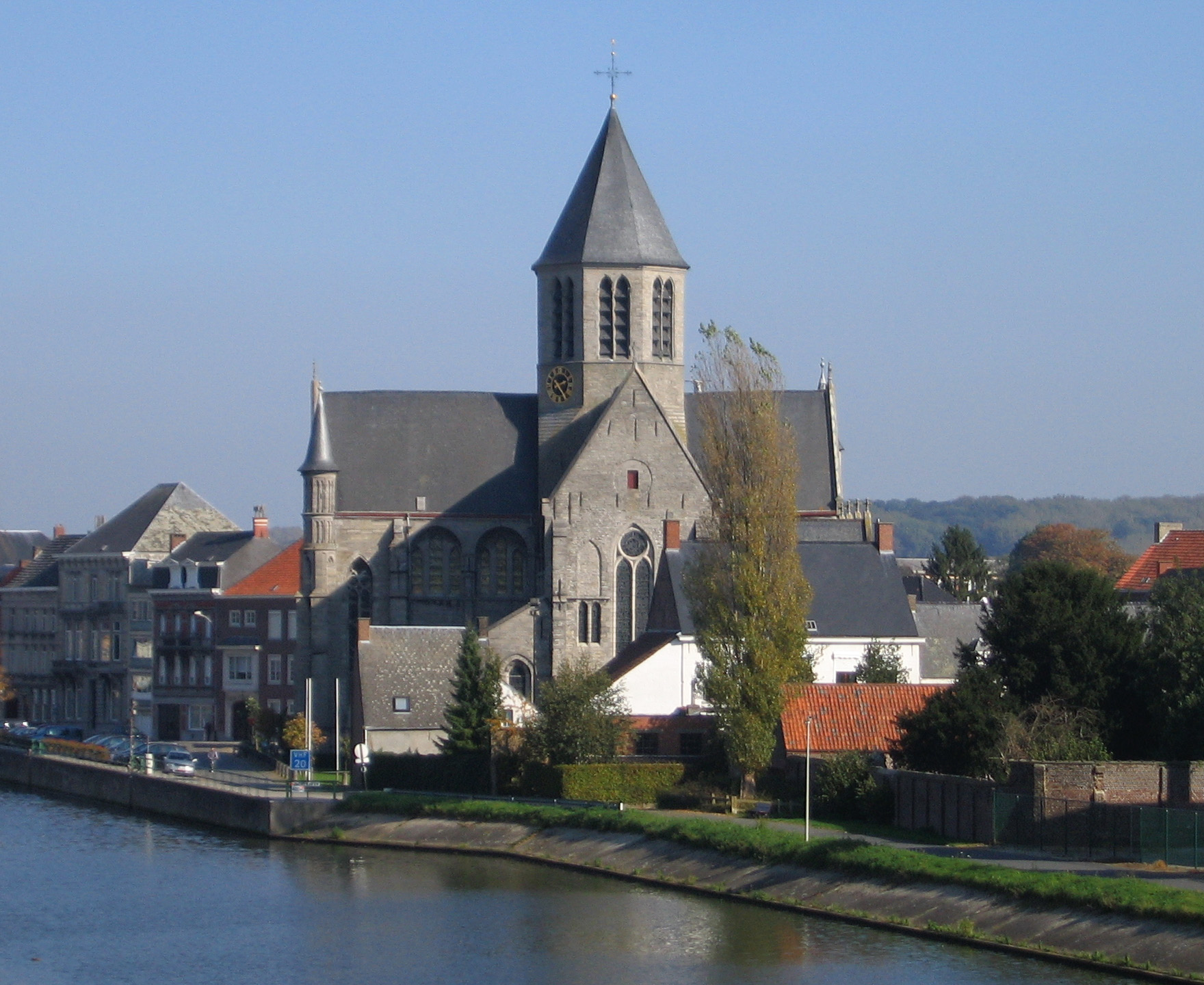
Kościół NMP z Pamele (Onze-Lieve-Vrouw van Pamele)

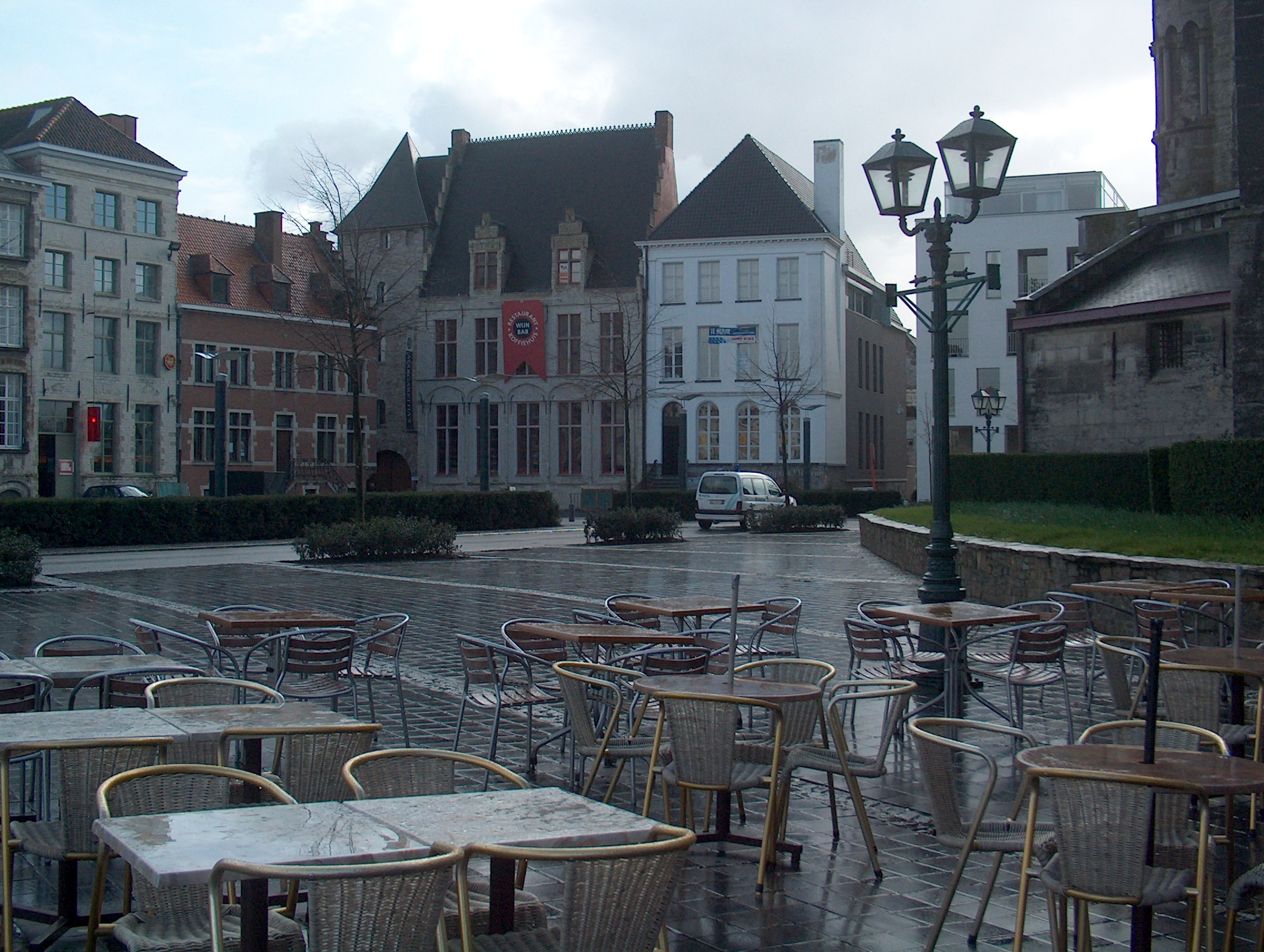
Dom Małgorzaty Parmeńskiej i brama Baldwina (w rogu)

- ratusz i dzwonnica – XVI wiek (początek prac 1526 rok, architekt – Hendrik van Pede) w stylu gotyku brabanckiego, od 1999 roku na liście UNESCO
- sukiennice – XIV wiek, przylegające do ratusza
- kościół pw. św. Walburgi (Sint-Walburga) w stylu gotyku skaldyjskiego, XII wiek, przebudowany w XV wieku – gotyk brabancki. Wystrój barokowy (średniowieczny został zniszczony w czasie rewolty ikonoklastów)
- carillon – pierwszy pojawił się w mieście w 1510 roku (w 1556 roku składał się już z 17 dzwonów), od 1894 roku w kościele św. Walburgi (cztery zabytkowe dzwony z 1759 roku znajdują się przy kościele)
- kościół pw. NMP z Pamele (Onze-Lieve-Vrouw van Pamele), obecna świątynia zbudowana na miejscu starszej w XIII wieku (początek prac 1234 rok) w stylu gotyku skaldyjskiego
- dom Małgorzaty Parmeńskiej, późnogotycka architektura miejska
- brama Baldwina – najstarszy budynek w mieście (obok domu Małgorzaty Parmeńskiej), XII wiek, w stylu romańskim
- beginaż z barokową bramą wejściową, domki beginek pochodzą z XVII wieku, szesnastowieczna kaplica została zniszczona w czasie rewolty ikonoklastów, ale później została odbudowana
- dom biskupów (Het Bisschopskwartier) – XVII wiek w stylu renesansu flamandzkiego
- szpital NMP (Onze-Lieve-Vrouw) (ówczesny przytułek) z XV – XIX wieku
- dom rzeźnika (Vleeshuis) – obecnie biblioteka miejska, XVIII wiek, styl klasycystyczny
- budynek stacji kolejowej z 1889 roku
- muzeum gobelinów Huis de Lalaing – kamienica z XVII wieku, obecny wygląd zawdzięcza przeróbkom z XVIII wieku
- zamek Liedts'a z otaczającym parkiem, XIX wiek
- romański kościół św. Wawrzyńca (Sint-Laurentius) w dzielnicy Ename  z najstarszymi w krajach Beneluksu malowidłami ściennymi w stylu bizantyńskim
- zabytkowe młyny w dzielnicy Bevere
- liczne rezerwaty przyrody (Langemeersen, Reytmeersen)
- lasy (Bos t'Ename, Koppenbergbos).

## Muzea
- MOU Museum – muzeum gobelinów i srebra w ratuszu[2]
- Centrum Ronde van Vlaanderen (pl. Centrum Wyścigu dookoła Flandrii) - muzeum kolarstwa[3].

## Imprezy rozrywkowe i sportowe
- Adriaen Brouwer Bierfeesten – festiwal piwa (ostatni tydzień czerwca)
- Omloop Het Nieuwsblad – wyścig rozpoczynający sezon kolarski w Belgii (marzec)
- Ronde van Vlaanderen – wyścig kolarski dookoła Flandrii
- jarmark rolniczy (luty)
- co 10 lat odbywa się największy we Flandrii pokaz kwiatowy – dywan z kwiatów na rynku Grote Markt (ostatni w 2005 roku)

## Browarnictwo
W Oudenaarde istniało 17 browarów, do dziś przetrwały cztery. Miasto znane jest z produkcji ciemnych piw. Najbardziej znane browary to: Roman, Felix, Liefmans i Cnudde. 

## Transport

### Drogowy
Oudenaarde leży przy drogach N60 Północ – Południe (Gandawa – Ronse – Valenciennes) i N8 Wschód – Zachód (Kortrijk-Ninove), które łączą się z autostradą A19, a następnie E40.

### Kolejowy
Przez Oudenaarde przebiegają linie kolejowe Bruksela – Kortrijk i Gandawa – Ronse (regionalna), ze stacją Oudenaarde. 

### Autobusowy
Oudenaarde obsługuje kilka linii autobusowych (De Lijn (przedsiębiorstwo)|De Lijn), które łączą miasto z Ronse, Avelgem, Zottegem, Gandawą, Deinze, Geraardsbergen i Waregem.

### Tramwajowy
Na początku XX wieku istniała w Oudenaarde linia tramwajowa, jednak w połowie XX wieku została zlikwidowana.

### Wodny
Miasto ma dobre połączenie wodne z portami w Gandawie, Antwerpii i Terneuzen. 

## Dialekt
Dialekt języka niderlandzkiego używany w Oudenaarde jest typowy dla południowo-wschodniej Flandrii. Charakterystycznymi cechami są liczne słowa zapożyczone z języka francuskiego i dialektu zachodnioflamandzkiego oraz częste stosowanie szczególnej formy zdrobnień wyrazów (zwłaszcza w liczbie mnogiej).

## Oświata
W Oudenaarde znajdują się szkoły podstawowe oraz średnie ogólnokształcące i techniczne, katolickie i laickie, a także Królewska Akademia Sztuk Wizualnych – Koninklijke Academie voor Beeldende Kunst, gdzie można uczyć się rysunku, rzeźby, grafiki, malarstwa, ceramiki i sztuk medialnych. W mieście jest także Miejska Akademia Muzyki i Słowa – Stedelijke Academie voor Muziek en Woord, która oferuje zajęcia z teatru, czytania nut, śpiewu, itp.

## Współpraca
Miejscowości partnerskie:
- Arras, Francja
- Bergen op Zoom, Niderlandy
- Buzău, Rumunia
- Castel Madama, Włochy
- Coburg, Niemcy
- Hastings, Wielka Brytania